# 申真谞
申真諝（2000年3月17日—），韓國圍棋棋士，生於釜山市。接班朴廷桓的韓國圍棋第一人，世界圍棋大賽八冠王，韓國圍棋第五代掌門人。
其為首位奪得世界冠軍的2000年後出生的棋手，根據非官方世界排名網站Go Ratings，申真諝於2018年11月首次排名世界第一，並自2019年末起長居榜首，也是該網站等級分唯一超過3800分的棋手。

## 人物
申真諝2004年4歲開始學習圍棋，父母在釜山開設圍棋學校，其於小學四年級時成為了全國兒童圍棋大賽的四冠王。為了圍棋道路的發展，其與家人於2012年2月從釜山搬家到首爾，並在小學六年級時師從沖岩圍棋道場的韓鐘振九段，在道場培訓五個月後，其於2012年7月通過第一屆英才圍棋大會入段，成為韓國第一位2000年後出生的圍棋職業棋士。

申真諝12歲入段，讀完國中一年級就選擇肄業，從此專心走上圍棋職業棋士之路。

## 職業大事記
2015年戰勝朴相俊、尹畯相、白洪淅、金志錫、韓態熙和金明訓，奪得第2屆韓國Let's Run PARK賽馬杯冠軍。
2016年獲種子棋手資格後戰勝羽根直樹、柁嘉熹和孟泰齡，打入第21屆LG杯四強。第三屆百靈杯世界圍棋公開賽綜合預選賽三連勝出線後，連勝姜東潤、卞相壹、彭荃、連笑，闖入四强。
2017年獲得第4屆GLOBIS杯世界新銳圍棋錦標賽冠軍。
2018年11月，首次登上韓國國內等級分第一名。 
12月，打入第1屆天府杯決賽，這是其個人和2000年以後出生棋手首次打進世界大賽決賽。23至26日以1：2輸給中國棋手陳耀燁，獲得亞軍。
在2018韓國圍棋大賞評選中，力壓朴廷桓獲得MVP、最佳男棋手、多勝獎（82勝25負）、連勝獎（18連胜）、勝率獎（76.6%)。
2019年1月，時隔20多天再度打入世界大賽決賽，結果於第4屆百靈杯世界圍棋公開賽以0：2敗給中國第一人柯潔，兩奪亞軍
。
2019年6月23日，於第31屆亞洲杯電視圍棋快棋賽決賽擊敗同齡中國棋手丁浩。 在2019韓國圍棋大賞評選中，獲得多勝獎（78勝20負）、連勝獎（25連勝）、勝率獎（79.59%）。
2020年2月12日在韓國京畿道光明市舉辦的第24届LG杯世界棋王赛決賽中，以2：0零封前輩朴廷桓，奪得生涯第一座世界冠軍，也是2000年以後出生棋手的第一座世界冠軍。並在2020年創下正式對局28連勝紀錄。
2020年，以76勝10敗的成績，創下年度勝率88.37%紀錄，打破李昌鎬在1988年的75勝10敗、勝率88.24%的年度最高勝率紀錄。同年獎金收入10.38億韓元，繼李昌鎬、李世乭、朴廷桓之後，成為第四位年收入破十億韓元的韓國棋手。
2021年2月，於第22屆農心杯三國擂台賽以五連勝終結比賽。
2021年9月，於第13屆春蘭杯決賽中直落兩局，以2：0擊敗中國好手唐韋星，奪得生涯第二座世界冠軍。。
國內方面，獲得第2屆最高棋士決定戰、第26屆GS加德士杯(四連霸)、第44屆名人戰、第4屆韓國龍星戰、第40屆KBS圍棋王戰(三連霸)之冠軍。 在2021韓國圍棋大賞評選中獲得MVP、多勝獎(80勝17負)、勝率獎(82.47%)。
2022年2月，於第26届LG杯世界棋王赛決賽中以2：0零封中國棋手楊鼎新九段，獲得職業生涯第三座世界冠軍，同時也成為繼李昌鎬、李世乭、古力後第四位獲得两座或以上的LG盃冠軍之棋手。
2022年2月，於第23屆農心杯三國擂台賽中首次擔任韓國隊主將，以四連勝終結比賽。
於2021年6月8日至2022年3月25日期間，在正式對局中曾對中國棋手取得24連勝 。
2022年11月，於第27屆三星杯決賽中以2:0零封韓國圍棋女子第一人崔精，奪得職業生涯第四座世界冠軍。同時，創下連續六次打進世界大賽決賽的紀錄(第25-27屆三星杯、第13屆春蘭杯、第9屆應氏杯、第26屆LG杯)，打破李昌鎬於1998年-1999年連進五項世界大賽決賽的歷史紀錄。
於2020年11月24日至2022年11月13日期間，在國際大賽中曾對中國棋手取得24連勝。 2022年11月16日，於第27屆LG杯4強敗給中國棋手楊鼎新，這是中國棋手事隔743天後，再次在國際大賽將其擊敗。
在2022韓國圍棋大賞評選中，獲得MVP、多勝獎(79勝14負)、連勝獎(18連勝)、勝率獎(84.95%)。
2023年2月24日，於第24屆農心杯三國擂台賽中擊敗中國隊主將辜梓豪，助韓國隊實現賽事三連冠，同時個人取得跨屆十連勝。
2023年5月9日，於第1屆「衢州爛柯杯」世界圍棋公開賽4強戰勝中國棋手檀嘯，打入決賽，不但刷新個人連勝紀錄至29連勝，歷史排行第4，更達成個人700勝，是繼李昌鎬後，最年輕(23歲1個月22天)和用時最短(11年9個月22天)達成此項紀錄的棋手。另外，當前年度戰績為47勝3負，勝率高達94%，超越坂田榮男在1964年創下的世界紀錄93.8%（30勝2負）。
2023年6月14至17日，於第一屆爛柯杯決賽中先勝一局後遭中國棋手辜梓豪逆轉，以總比分1：2屈居亞軍。
2023年8月21至23日，於第9屆應氏杯決賽2：0零封中國棋手謝科，獲得職業生涯第五座世界冠軍。。
2023年9月28日，於杭州亞運會圍棋男子個人半決賽輸給許皓鋐落入銅牌賽，在銅牌賽擊敗一力遼獲得銅牌。10月3日，在杭州亞運會圍棋男子團體決賽以4:1擊敗中國隊，奪得金牌。。
在2023韓國圍棋大賞評選中，獲得MVP、多勝獎(111勝15負)、連勝獎(29連勝)、勝率獎(88.1%)、特別紀錄獎(因年度勝局破百而首設)。
2024年1月29至31日，於第28届LG杯世界棋王赛決賽中以2：0零封韓國棋手卞相壹九段，獲得職業生涯第六座世界冠軍。。
2024年2月23日，於第25屆農心杯三國擂台賽中擊敗中國隊主將辜梓豪
，以主將身份六連勝一杆清台，打破李昌鎬在第6屆農心杯創下的主將五連勝紀錄，同時個人取得跨屆十六連勝，亦刷新李昌鎬在第1-6屆農心杯創下的跨屆十四連勝紀錄，連續四年終結賽事，助韓國隊實現四連霸。
2024年8月19至21日，於第2届爛柯杯決賽中以2：0零封中國棋手辜梓豪九段，獲得職業生涯第七座世界冠軍。。
在2024韓國圍棋大賞評選中，獲得MVP、多勝獎(67勝13負1和)、勝率獎(83.75%)。同時，自2020年1月起連續61個月韓國國內排名第一(共69次)，打破朴廷桓紀錄(59連榜共74次)。年度獎金連續三年破14億韓元。
2025年2月20-21日，於第26屆農心杯三國擂台賽中擊敗中國隊副將李軒豪及主將丁浩，創下個人跨屆十八連勝之紀錄，同時連續五年終結賽事，助韓國隊實現五連霸。
2025年2月26至28日，於第1届南洋盃世界圍棋大師賽決賽中以2：0零封中國棋手王星昊九段，獲得職業生涯第八座世界冠軍，成为繼古力九段和柯潔九段之后的第三位八冠王，歷史排行第4。。

## 國際賽決賽全紀錄
- 2016年 亞洲杯電視圍棋快棋賽 負 李欽誠
- 2018年 天府杯 1-2 負 陳耀燁（1亞）
- 2019年 百靈杯 0-2 負 柯潔（2亞）/ 亞洲杯電視圍棋快棋賽 勝 丁浩
- 2020年 LG杯 2-0 勝 朴廷桓（1冠2亞）/ 三星杯 0-2 負 柯洁（1冠3亞）
- 2021年 春蘭杯 2-0 勝 唐韋星（2冠3亞） / 三星杯 1-2 負 朴廷桓（2冠4亞）/ 國手山脈杯 負 卞相壹
- 2022年 LG杯 2-0 勝 楊鼎新（3冠4亞）/ 國手山脈杯 勝 卞相壹 / 三星杯 2-0 勝 崔精（4冠4亞）
- 2023年 爛柯杯 1-2 負 辜梓豪（4冠5亞）/ 國手山脈杯 負 申旻埈 / 應氏杯 2-0 勝 謝科（5冠5亞）
- 2024年 LG杯 2-0 勝 卞相壹（6冠5亞）/ 國手山脈杯 負 賴均輔 / 爛柯杯 2-0 勝 辜梓豪（7冠5亞）
- 2025年 南洋杯 2-0 勝 王星昊（8冠5亞）

## 升段過程
- 2012.07.17 - 初段，第1屆英才入段大會
- 2013.11.20 - 二段，第19屆GS加德士盃
- 2015.03.02 - 三段，第34屆KBS棋王戰
- 2015.12.22 - 五段，2015 Let's Run PARK盃冠軍 特別升段(2段)
- 2016.05.22 - 六段，中國圍甲
- 2017.03.30 - 七段，七段升段
- 2017.04.23 - 八段，頭銜賽冠軍
- 2018.04.07 - 九段，九段升段

## 獎項
申真諝四十冠一覽（包括世界大賽8冠、國際比賽3冠、韓國國內大賽26冠、韓國新鋭比賽3冠，不含團體賽、邀請賽)：
2014年
1月11日 韓國第2屆英才戰冠軍（決賽2比0申旻埈）
2015年
1月11日 韓國第3屆英才戰冠軍（決賽2比1申旻埈）
3月26日 韓國第3屆新人王戰冠軍（決賽2比1金真輝）
12月22日 韓國第2屆賽馬杯冠軍（決賽2比1金明訓）
2017年
4月23日 第4屆GLOBIS杯世界U20賽冠軍（決賽勝卞相壹）
2018年
5月18日 韓國第23屆GS加德士杯冠軍（決賽3比2李世乭）
6月20日 韓國第4屆JTBC杯冠軍（決賽勝羅玄）
2019年
4月27日 韓國第20屆麥馨杯冠軍（決賽2比1李東勳）
5月2日 韓國第24屆GS加德士杯冠軍（決賽3比0金志錫）
6月23日 第31屆亞洲電視快棋賽冠軍（決賽勝丁浩）
12月17日 韓國第38屆KBS圍棋王戰冠軍（決賽2比1申旻埈）
2020年
2月12日 第24屆LG杯世界棋王賽冠軍（決賽2比0朴廷桓）
6月12日 韓國第25屆GS加德士杯冠軍（決賽3比0金志錫）
6月23日 韓國第1屆最高棋士賽冠軍（決賽3比0朴廷桓）
7月27日 韓國第3屆龍星戰冠軍（決賽2比0朴廷桓）
11月10日 韓國第39屆KBS圍棋王戰冠軍（決賽2比0安成浚）
2021年
7月13日 韓國第2屆最高棋士賽冠軍（決賽3比朴廷桓）
8月2日 韓國第26屆GS加德士杯冠軍（決賽3比2卞相壹）
8月7日 韓國第44屆名人戰冠軍（決賽2比1卞相壹）
9月10日 韓國第4屆龍星戰冠軍（決賽2比1朴廷桓）
9月15日 第13屆春蘭杯冠軍（決賽2比0唐韋星）
12月3日 韓國第40屆KBS圍棋王戰冠軍（決賽2比0朴廷桓）
2022年
2月9日 第26屆LG杯世界棋王賽冠軍（決賽2比0楊鼎新）
6月7日 韓國第3屆最高棋士賽冠軍（決賽3比1申旻埈）
7月28日 韓國第5屆龍星戰冠軍（決賽2比0姜東潤）——三連霸
8月15日 第8屆國手山脈杯冠軍（決賽勝卞相壹）
8月22日 韓國第27屆GS加德士杯冠軍（決賽3比0卞相壹）——五連霸
11月8日 2022三星杯世界大師賽冠軍（決賽2比0崔精）
2023年
2月26日 韓國第41屆KBS圍棋王戰冠軍（決賽勝朴廷桓）——四連霸
4月10日 韓國第24屆麥馨杯冠軍（決賽2比0李元榮）
6月27日 韓國第4屆最高棋士賽冠軍（決賽3比0朴廷桓）——四連霸
7月5日 韓國第2屆YK建機杯冠軍（決賽3比0申旻埈）
8月23日 第9屆應氏杯世界職業圍棋錦標賽冠軍 (決賽2比0謝科)
9月5日 韓國第6屆龍星戰冠軍（決賽2比0朴鍵昊）——四連霸
12月16日 韓國第46屆名人戰冠軍（決賽2比0卞相壹）
2024年
1月31日 第28屆LG杯世界棋王賽冠軍（決賽2比0卞相壹）
4月15日 韓國第25屆麥馨杯冠軍（決賽2比0金明訓）
8月21日 第2屆爛柯杯冠軍（決賽2比0辜梓豪）
8月29日 韓國第5屆最高棋士賽冠軍（決賽3比0朴廷桓）——五連霸
2025年
2月28日 第1屆南洋杯世界圍棋大師賽冠軍（決賽2比0王星昊）

## 聯賽成績

### 韓國圍棋聯賽
| 屆數 | 年份      | 隊名                 | 常規賽排名  | 季後賽排名 | 隊伍常規賽成績 | 個人常規賽成績 | 個人季後賽成績 | 個人獎項              |
| ---- | --------- | -------------------- | ----------- | ---------- | -------------- | -------------- | -------------- | --------------------- |
| 11   | 2013年    | 浦項化學隊           | 6           | 無         | 6勝8負         | 4勝8負         | 無             |                       |
| 12   | 2014年    | CJE&M隊              | 2           | 季軍       | 9勝5負         | 7勝6負         | 0勝2負         |                       |
| 13   | 2015年    | CJE&M隊              | 3           | 季軍       | 9勝1平6負      | 7勝1平5負      | 2勝0負         |                       |
| 14   | 2016年    | 正官庄隊             | 2           | 季軍       | 10勝6負        | 13勝1負        | 1勝0負         | 聯賽多勝獎            |
| 15   | 2017年    | 正官庄隊             | 1           | 冠軍       | 14勝2負        | 13勝2負        | 2勝1負         | 聯賽MVP 聯賽多勝獎    |
| 16   | 2018年    | 正官庄隊             | 2           | 亞軍       | 9勝5負         | 11勝2負        | 3勝1負         | 聯賽優秀獎            |
| 17   | 2019-20年 | 賽爾群隊             | 3           | 亞軍       | 8勝8負         | 16勝0負        | 6勝1負         | 聯賽優秀獎 聯賽多勝獎 |
| 18   | 2020-21年 | 賽爾群隊             | 1           | 冠軍       | 10勝4負        | 12勝2負        | 2勝1負         |                       |
| 19   | 2021-22年 | 賽爾群隊             | 6           | 亞軍       | 9勝7負         | 16勝0負        | 11勝0負        | 聯賽MVP 聯賽多勝獎    |
| 20   | 2022-23年 | GS加德士隊（Kixx隊） | 爛柯聯盟第3 | 冠軍       | 10勝6負        | 20勝2負        | 8勝0負         | 聯賽MVP 聯賽多勝獎    |
| 21   | 2023-24年 | GS加德士隊（Kixx隊） | 6           | 無         | 6勝8負         | 12勝1負        | 無             | 聯賽多勝獎            |

- 目前申真諝在韓國圍棋聯賽11年，常規賽成績為119勝1平28負，勝率為80.74%。季後賽成績為33勝6負，勝率為84.62%，並獲得過3次聯賽冠軍。
- 個人獎項部分，11年聯賽期間，獲得3次最有價值棋士、2次優秀獎。6次多勝獎。

## 國際比賽成績
| 賽事       | 2014             | 2015             | 2016             | 2017             | 2018 | 2019 | 2020 | 2021 | 2022 | 2023 | 2024 | 2025 |
| ---------- | ---------------- | ---------------- | ---------------- | ---------------- | ---- | ---- | ---- | ---- | ---- | ---- | ---- | ---- |
| 應氏杯     | —                | —                | ×                | —                | —    | —    | 冠軍 | —    | —    | —    | 16強 | —    |
| 三星杯     | ×                | ×                | 16強             | 8強              | 8強  | 8強  | 亞軍 | 亞軍 | 冠軍 | 8強  | 8強  |      |
| LG杯       | ×                | ×                | 4強              | 8強              | 16強 | 冠軍 | 16強 | 冠軍 | 4強  | 冠軍 | 16強 |      |
| 春蘭杯     | ×                | —                | ×                | —                | 24強 | —    | 冠軍 | —    | 4強  | —    | 16強 | —    |
| 百靈杯     | 64強             | —                | 4強              | —                | 亞軍 | 停辦 | 停辦 | 停辦 | 停辦 | 停辦 | 停辦 | 停辦 |
| 夢百合杯   | —                | ×                | —                | 64強             | —    | 32強 | —    | —    | —    | 16強 | —    |      |
| 新奧杯     | —                | —                | 8強              | 停辦             | 停辦 | 停辦 | 停辦 | 停辦 | 停辦 | 停辦 | 停辦 | 停辦 |
| 天府杯     | —                | —                | —                | —                | 亞軍 | 停辦 | 停辦 | 停辦 | 停辦 | 停辦 | 停辦 | 停辦 |
| 爛柯杯     | —                | —                | —                | —                | —    | —    | —    | —    | —    | 亞軍 | 冠軍 |      |
| 南洋杯     | -                | -                | -                | -                | -    | -    | -    | -    | -    | -    | 冠軍 |      |
| 新绎杯     | -                | -                | -                | -                | -    | -    | -    | -    | -    | -    | -    | 16強 |
| 亞洲杯     | ×                | ×                | 亞軍             | ×                | ×    | 冠軍 | 停辦 | 停辦 | 停辦 | 停辦 | 停辦 | 停辦 |
| 國手山脈杯 | 此前為團體對抗賽 | 此前為團體對抗賽 | 此前為團體對抗賽 | 此前為團體對抗賽 | 8強  | 4強  | 疫情 | 亞軍 | 冠軍 | 亞軍 | 亞軍 |      |
| 農心杯     | ×                | ×                | ×                | 0:1              | ×    | 0:1  | 5:0  | 4:0  | 1:0  | 6:0  | 2:0  |      |

- 注1：賽事年分以本賽開賽年分計算；×表示未打進或未參加本賽，—表示該年度未新開賽
- 注2：斜體字表示進入本賽後未贏一場，淺綠背景意味著賽事仍在進行中
- 注3：農心杯金色背景表示該屆擂台賽由申真諝終結，粗體字表示該屆冠軍為韓國隊

其他：
- 2023年：杭州亞運會圍棋男子個人銅牌、男團金牌

## 年表
| 年份 | 麥馨杯     | 最高棋士     | 加德士杯     | 龍星       | 名人         | KBS杯      | 其他個人棋戰                                                   | 團體棋戰                                 | 韓國圍棋大賞                                           | 獎金收入 (韓元) | 備註          |
| ---- | ---------- | ------------ | ------------ | ---------- | ------------ | ---------- | -------------------------------------------------------------- | ---------------------------------------- | ------------------------------------------------------ | --------------- | ------------- |
| 月份 | 1-4月      | 1-7月        | 3-7月        | 3-9月      | 7-12月       | 全年       |                                                                |                                          |                                                        |                 |               |
| 2010 |            |              |              |            |              |            | 世界兒童國手戰                                                 |                                          |                                                        |                 |               |
| 2012 |            |              |              |            |              |            |                                                                |                                          |                                                        |                 | 入段          |
| 2013 |            |              |              |            |              | 24強       |                                                                |                                          |                                                        |                 | 二段          |
| 2014 |            |              |              |            |              |            | 英才戰冠軍                                                     |                                          |                                                        |                 |               |
| 2015 |            |              | 24強         |            |              | 4強        | 英才戰冠軍 新人王戰冠軍 賽馬杯冠軍                             |                                          |                                                        | 1.95億 (第6)    | 三段 直升五段 |
| 2016 |            |              | 8強          |            |              | 16強       | 紅谷灘杯冠軍 利民杯星銳亞軍                                    |                                          | 勝率獎                                                 | 2.36億 (第6)    | 六段          |
| 2017 |            |              | 8強          |            |              |            | Globis杯冠軍 亞洲杯亞軍                                        | 智英賽男團冠軍 智英賽混雙冠軍 農心杯冠軍 |                                                        | 3.66億 (第2)    | 七段 八段     |
| 2018 |            |              | 李世石 oxoxo | 16強       |              | 4強        | JTBC杯冠軍 天府杯亞軍 百靈杯亞軍                               |                                          | 最優秀棋士 男子多勝獎 男子勝率獎 男子連勝獎            | 5.71億 (第2)    | 九段          |
| 2019 | 李東勳 oxo |              | 金志錫 ooo   | 朴廷桓 xx  |              | 申旻埈 xoo | 亞洲杯冠軍                                                     |                                          | 男子多勝獎 男子勝率獎 男子連勝獎                       | 7.17億 (第2)    |               |
| 2020 | 4強        | 朴廷桓 ooo   | 金志錫 ooo   | 朴廷桓 oo  |              | 安成浚 oo  | LG杯冠軍 申朴七番棋全勝 三星杯亞軍                             | 農心杯冠軍                               | 人氣棋士獎 最優秀棋士 男子多勝獎 男子勝率獎 男子連勝獎 | 10.38億 (第1)   |               |
| 2021 | 16強       | 朴廷桓 xooxo | 卞相壹 xoo   | 朴廷桓 oxo | 卞相壹 xooxo | 朴廷桓 oo  | 春蘭杯冠軍 三星杯亞軍 國手山脈杯亞軍                           | 農心杯冠軍                               | 人氣棋士獎 最優秀棋士 男子多勝獎 男子勝率獎            | 10.59億 (第1)   |               |
| 2022 | 16強       | 申旻埈 ooxo  | 卞相壹 ooo   | 姜東潤 oo  | 申旻埈 xx    | 未開賽     | LG杯冠軍 國手山脈杯冠軍 三星杯冠軍                             | 農心杯冠軍                               | 最優秀棋士 男子多勝獎 男子勝率獎 男子連勝獎            | 14.44億 (第1)   |               |
| 2023 | 李元榮 oo  | 朴廷桓 ooo   | 16強         | 朴鍵昊 oo  | 卞相壹 oo    | 朴廷桓 o   | 爛柯杯亞軍 國手山脈杯亞軍 YK建機杯冠軍 應氏杯冠軍 亞運男單銅牌 | 農心杯冠軍 亞運男團金牌                  | 特別紀錄獎 人氣棋士獎 最優秀棋士 男子多勝獎 男子勝率獎 | 14.79億 (第1)   |               |
| 2024 | 金明訓 oo  | 朴廷桓 ooo   | 4強          | 停辦       | 8強          | 停辦       | LG杯冠軍 爛柯杯冠軍                                            | 農心杯冠軍                               | 人氣棋士獎 最優秀棋士 男子多勝獎 男子勝率獎            | 14.56億 (第1)   |               |

- 套紅色為頭銜戰勝，套藍色為頭銜戰敗。
- 套黃色為規模較小的世界賽冠軍、套金色則是世界大賽冠軍
- 目前已知的獎金總收入約為85.21億韓元

## 外部連結
- 韓國棋院「신진서(申眞諝)」 （页面存档备份，存于）